# Resolució 2011 del Consell de Seguretat de les Nacions Unides
La Resolució 2011 del Consell de Seguretat de les Nacions Unides fou adoptada per unanimitat el 12 d'octubre de 2011. Després de recordar les resolucions anteriors sobre la situació a l'Afganistan, en virtut del Capítol VII de la Carta de les Nacions Unides, el Consell va acordar ampliar el mandat de la Força Internacional d'Assistència i de Seguretat (ISAF), liderada per l'OTAN, per un any més, fins al 13 d'octubre de 2012, alhora que dona la benvinguda a l'acord entre el govern afganès i els països que contribueixen a la ISAF per «transferir progressivament la responsabilitat de seguretat cap al govern afganès a tot el país a la fi de 2014». També demana als Estats membres que aportin personal, equipament i altres recursos a la ISAF alhora que enforteixin l'eficàcia, responsabilitat i professional tant de la Policia Nacional Afganesa com de l'Exèrcit de l'Afganistan, als quals se'ls va transferir les responsabilitats de seguretat el juliol de 2011.